# Monopeltis zambezensis
Monopeltis zambezensis är en ödleart som beskrevs av  Carl Gans och BROADLEY 1974. Monopeltis zambezensis ingår i släktet Monopeltis och familjen Amphisbaenidae. Inga underarter finns listade i Catalogue of Life.